# 首都圈内

首都圈内（英語：Inside the Beltway）是美国习语，用于明示或暗示部分团体、个人利益比美国普通民众利益更优先。这些团体、个人包括美国联邦政府官员及其承包商、游说者，以及报道这些事件的公司媒体。
「首都圈」本指495号州际公路首都环线，该绕城高速公路围绕整个华盛顿特区建立，于1964年完工。在地理上，“首都圈内”指华盛顿特区以及马里兰州和弗吉尼亚州位于首都环城公路内的部分地区。美國英语环境下，Beltway这个词可转喻为对联邦政府内部人士的代称，例如首都圈强盗（Beltway bandit）指位于华盛顿特区或其附近向美国政府提供咨询服务的私人公司，这些公司占据首都圈附近的大片土地。
“首都圈内”一词已被《华盛顿时报》、美国大学杂志及政治专栏作家采用。
在地理上，“首都圈内”指华盛顿特区以及首都环城公路内的马里兰州和弗吉尼亚州的部分地区。

## 地理
以下市县全部或部分位于环城公路内：
华盛顿特区（全部土地，部分河流；华盛顿特区波托马克河的一小部分在环城公路外）
- 弗吉尼亚州亚历山大（几乎全部）
- 弗吉尼亚州阿灵顿县（全部）
- 弗吉尼亚州费尔法克斯县（部分）
- 弗吉尼亚州福尔斯彻奇（全城）
- 马里兰州蒙哥马利县（部分）
- 马里兰州乔治王子县（部分）